# Emeis oi Ellines
Emeis oi Ellines (oryg. gr. ΕΜΕΙΣ ΟΙ ΕΛΛΗΝΕΣ. Πολεμική Ιστορία της Σύγχρονης Ελλάδας, pol. My Grecy - Historia wojen współczesnej Grecji) – trzytomowa praca z zakresu najnowszej historii Grecji, obejmująca okres historyczny od wojny grecko-tureckiej 1897 roku, do inwazji wojsk tureckich na Cypr i upadku junty pułkowników, w roku 1974. Książkom towarzyszy 6 płyt DVD.

## Konstrukcja opracowania
Książki zawierają dużą liczbę krótkich esejów, posegregowanych tematycznie i chronologicznie. Główna część faktografii przekazana jest na sześciu płytach DVD, będących zapisem 12 odcinków telewizyjnego programu historycznego. Prócz prelekcji historyków - w każdym wypadku specjalistów akademickich danego tematu - na płytach zamieszczono relacje naocznych świadków. Zarówno obecnych intelektualistów greckich jak i archiwalne nagrania osób w podeszłym wieku, relacjonujących wydarzenia historyczne z okresu swej młodości. Część informacji przekazują działacze parlamentarni, w tym generalny sekretarz Komunistycznej Partii Grecji Aleka Papariga i były premier z ramienia prawicy, Konstandinos Mitsotakis.

## Autorzy
Redakcję podpisało 16 historyków z:
- Uniwersytetu im.Arystotelesa w Salonikach
- Uniwersytetu Narodowego im.Kapodistriasa w Atenach
- Uniwersytetu w Patras
- Akademii Sztabu Generalnego.

## Kierownictwo naukowe
Tanos Weremis (gr. Θάνος Βερέμης, Thanos Veremis) - Prezes Narodowej Rady Edukacji (Ευνικό Συμβούλιο Παιδείας 'ΕΣΥΠ'), Wiceprezes Greckiego Instytutu Polityki Zagranicznej i Europejskiej (Ελληνικό Ίδρυμα Ευρωπαϊκής και Εξωτερικής Πολιτικής 'ΕΛΙΑΜΕΠ'), profesor zwyczajny Wydziału Nauk Politycznych i Administracji Publicznej Uniwersytetu im. Kopadistriasa w Atenach(τμήματος Πολιτικής Επιστήμης και Δημόσιας Διοίκησης του Πανεπιστημίου Αθηνών), specjalista w zakresie historii politycznej nowożytnej Grecji (Πολιτική Ιστορία της Νεότερης Ελλάδας).

## Wydania
greckie:
- Εμείς οι Έλληνες, Πολεμική ιστορία της σύγχρονης Ελλάδας. Από τον πόλεμο του 1897 στη Μικρασιατική Εκστρατεία - Od Wojny 1897 do Wyprawy Małoazjatyckiej, T. I i DVD 1,2. Ateny: Wydawnictwo Skai Biblio, 2008, ISBN 978-960-6845-15-4
- Εμείς οι Έλληνες, Πολεμική Ιστορία της Σύγχρονης Ελλάδας. Από την Μικρασιατική Καταστροφή στον Β'Παγκόσμιο Πόλεμο και την Κατοχή - Od Katastrofy Małoazjatyckiej do II Wojny Światowej i Okupacji, T. II. i DVD 3,4. Ateny: Skai Biblio, 2008, ISBN 978-960-6845-16-1
- Emeis oi Ellines|Εμείς οι Έλληνες, Πολεμική Ιστορία της Σύγχρονης Ελλάδας. Από την Απελευθέρωση στον Ψυχρό Πόλεμο και την Κύπρο. T. III i DVD 5,6. Ateny: Skai Biblio, 2008, ISBN 978-960-6845-17-8

Τowarzyszące płyty DVD, po dwie do każdego z tomów:

DVD 1

Επεισόδιο 1: 1897-1909

Επεισόδιο 2:  Ο Α'Βαλκανικός πόλεμος 1912-1913 (I wojna bałkańska)

DVD 2

Επεισόδιο 3: Ο Β'Βαλκανικός πόλεμος, 1913 (II wojna bałkańska, 1913) 

Επεισόδιο 4: Η Ελλάδα στον Α'Παγκόσμιο Πόλεμο, 1914-1918 (Grecja w I wojnie światowej) 

DVD 3

Επεισόδιο 5: Μικρασιατική Εκστρατεία, 1919-1922 (Wyprawa małoazjatycka, 1919-1922)
 
Επεισόδιο 6: H Ελλάδα στον Μεσοπόλεμο, 1922-1940 (Grecja w okresie międzywojennym, 1922-1940)

DVD 4

Επεισόδιο 7: Ο Ελληνοιταλικός Πόλεμος, 1940-1941 Wojna grecko-włoska, 1940-1941)

Επεισόδιο 8: Η Γερμανική Εισβοή, 1941 (Agresja niemiecka, 1941)

DVD 5

Επεισόδιο 9: Η Κατοχή, 1941-1944 (Okupacja, 1941-1944)

Επεισόδιο 10: Π αγώνας των ελλήνων έντός και εκτός Ελλάδας, 1941-1944 (Walka Greków wewnątrz Grecji i poza nią)

DVD 6

Επεισόδιο 11: Ο Ελληνικός Εμφύλιος (Grecka wojna domowa)

Επεισόδιο 12: Η Ελλάδα στον Ψυχρό Πόλεμο, 1950-1980 (Grecja w zimnej wojnie, 1950-1980) 